# Queen + Paul Rodgers
Queen + Paul Rodgers (por vezes referido como Q+PR ou QPR) foi um banda britânica que tinha como principais integrantes o guitarrista Brian May, o baterista Roger Taylor (ambos do Queen) e o vocalista Paul Rodgers (ex-Free, ex-Bad Company, ex-The Firm). Brian May já havia tocado junto ao vivo com Rodgers em várias ocasiões, incluindo uma apresentação no Royal Albert Hall, em Londres. O baixista John Deacon, aposentado desde os anos 1990 não participou da formação, assim como Freddie Mercury, falecido em 1991.
O grupo teve origem quando Brian May tocou no show comemorativo Fender Start Pack, que celebrava os 50 anos da guitarra Fender e que aconteceu no dia 24 de setembro de 2004, na Arena Wembley, em Wembley, Londres. Após isso, o próprio Brian convidou Paul Rodgers para uma performance com o Queen na sua indicação ao UK Music Hall of Fame, onde eles tocaram "We Will Rock You", "We Are The Champions" (ambas do Queen) e "All Right Now" (da banda Free). Logo depois, os três anunciaram a sua turnê mundial em 2005.
A parceria gerou um álbum de estúdio, The Cosmos Rocks, lançado em 2008, além de projetos ao vivo que trouxeram músicas da carreira de Rodgers e do Queen, além de alguns singles.
Em maio de 2009, Rodgers anunciou que a colaboração entre Queen + Paul Rodgers tinha chegado ao fim, dizendo que "nunca foi concebido para ser um acordo permanente". Ele, no entanto, deixou em aberto a possibilidade de futuras colaborações.

## Discografia

### Álbuns de estúdio
- The Cosmos Rocks – CD, DVD, 2008

### Álbuns ao vivo
- Return of the Champions – CD, DVD, 2005
- Super Live in Japan – DVD, 2006 (Japão apenas)
- Live in Ukraine – CD, DVD, 2009